# Sultan (motorfiets)
Sultan is een Belgisch historisch merk van motorfietsen.
Op het Salon van Brussel in 1952 werd een lichte motorfiets onder deze naam gepresenteerd. Hij werd aangedreven door een 150cc-Sachs-tweetaktmotor. Er was een telescoopvoorvork en plunjervering aan boord. Het merk verdween zo snel als het gekomen was, in hetzelfde jaar.